# Walkersville
Walkersville è un comune degli Stati Uniti d'America, situato nello stato del Maryland, nella contea di Frederick.